# Tony Perry

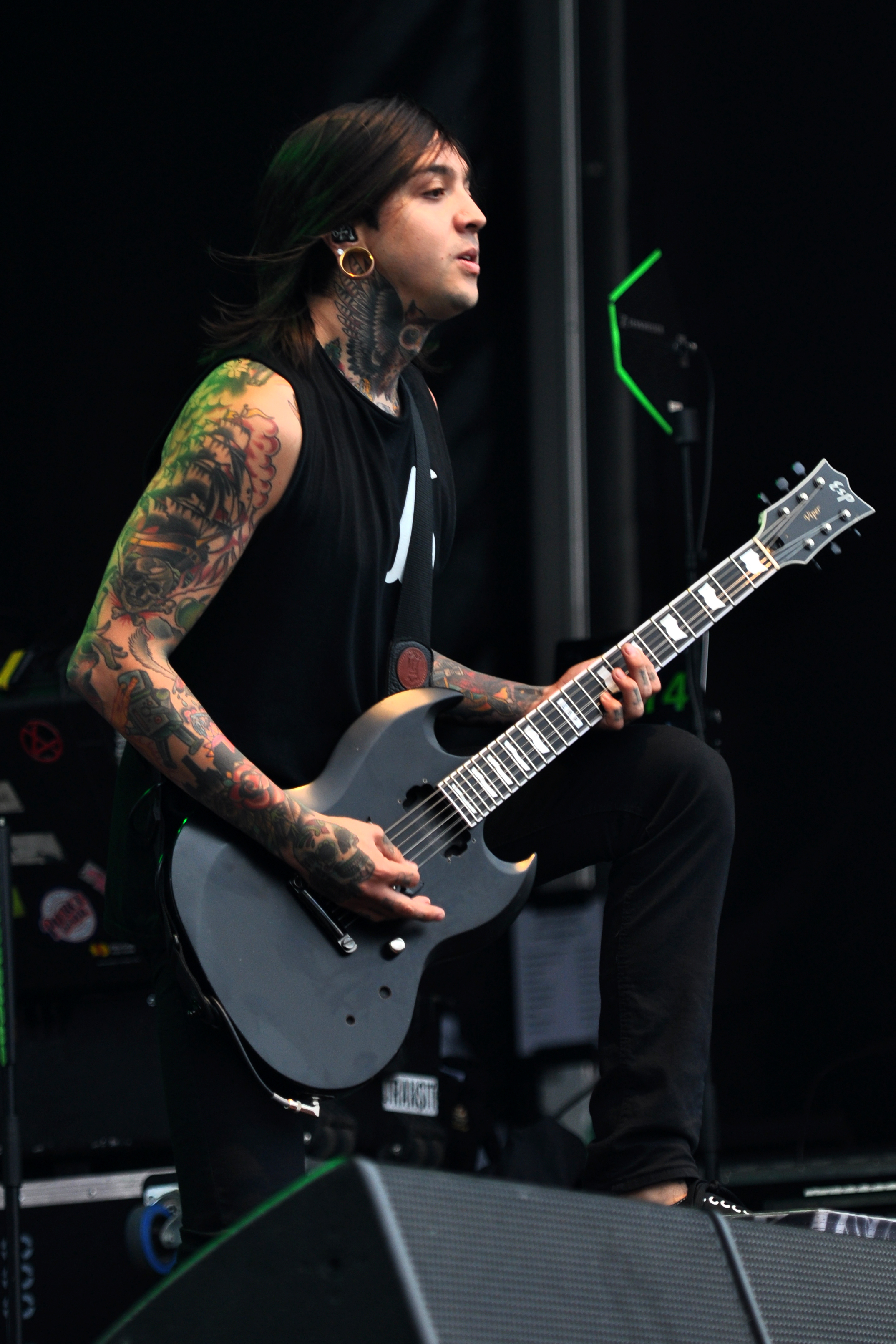
Tony Perry (2013)

Tony Perry (* 25. Februar 1986 in Tijuana, Municipio Tijuana, Mexiko) ist ein US-amerikanischer Rockmusiker.

## Karriere
Bevor Tony Perry sich als Gitarrist bei Pierce the Veil anschloss, spielte er Gitarre in der Metalcore-Band Trigger My Nightmare aus San Diego. Dort spielte er gemeinsam mit Jaime Preciado, dem derzeitigen Bassisten und Hintergrundsänger Pierce the Veils. Mit Pierce the Veil veröffentlichte Perry mit A Flair for the Dramatic (2007), Selfish Machines (2010), Collide with the Sky (2012) und Misadventures (2016) alle vier Studioalben, wovon drei in den US-Charts einsteigen konnten, sowie mehrere Singles und Musikvideos.
Gemeinsam mit dem ehemaligen Of Mice & Men-Musiker Jaxin Hall betreibt Tony Perry seit 2013 ein eigenes Modelabel namens Key Street. In einem Interview mit der Zeitung The Aquarian erzählten die Musiker, dass sie teilweise bereits im Alter von 15 Jahren auf professioneller Ebene Musik spielen.
Eine Woche vor Beginn der Warped Tour im Juni 2015 verletzte sich Perry nach einem Mountainbike-Unfall so schwer, dass er die komplette Festivaltournee verpasste. Er spielte dennoch auf der Tournee in San Diego auf dem Gelände des Qualcomm Stadiums sowie auf der Preisverleihung der Alternative Press Music Awards 2015 in Cleveland, Ohio, obwohl ihm die Ärzte davon abrieten. Er war bei den Awards in der Kategorie Bester Gitarrist nominiert und gewann die Auszeichnung.

## Engagement
Gemeinsam mit den übrigen Kollegen von Pierce the Veil setzte sich Perry mehrfach für das Tierrecht ein. Sie unterstützten einige Zeit lang die Tierschutzorganisation PETA2. Er ist Vegetarier.

## Diskografie
Mit Pierce the Veil
- 2007: A Flair for the Dramatic (Equal Vision Records)
- 2010: Selfish Machines (Equal Vision Records)
- 2012: Collide with the Sky (Fearless Records)
- 2016: Misadventures (Fearless Records)
- 2023: Jaws of Life (Fearless Records)

## Wissenswertes
- In einem Interview aus dem Jahr 2009 erzählte Tony Perry, dass er kein Freund der Warped Tour ist. 2008 spielte die Gruppe eine Show auf der Konzertreise, die allerdings miserabel gewesen sei. Er kündigte an, nicht mehr im Rahmen der Tour spielen zu wollen.[7] Allerdings trat die Gruppe 2010 und 2012 erneut auf der Warped Tour auf.
- In Fankreisen hat Perry den Spitznamen „Turtle“. Dies liegt daran, dass die Schildkröte sein Lieblingstier ist.
- Perry ist in der Lage einen Rubikwürfel in weniger als zwei Minuten zu lösen.
- Er ist ein großer Fan von Michael Jackson.[8]

## Auszeichnungen und Nominierungen
- Alternative Press Music Awards[9]
  - 2015: Best Guitarist (gewonnen)[10]